# Râul Valea Lungă, Rosua
Râul Valea Lungă este un curs de apă, afluent al râului Rosua. 

## Hărți
- Harta județului Bistrița